# George Cheung
George Kee Cheung, né à Hong Kong, alors territoire britannique d'outre-mer, le 8 février 1949, est un acteur américain d'origine chinoise.

## Biographie
George Kee Cheung est un acteur chinois, cascadeur, et chanteur avec une longue carrière dans la télévision américaine datant du milieu des années 1970. Il joue souvent des rôles de Chinois, de Japonais, de Coréens, de Vietnamiens ou de Mongols. Sa carrière s'est principalement concentrée a des petits rôles au cinéma et à la télévision, où généralement son personnage ne joue qu'une seule fois dans la série (George Kee Cheung pouvant jouer plusieurs personnages différents dans la même série).
George Kee Cheung a obtenu son diplôme en biologie à l'Université de San Francisco.
Au cinéma, il a tenu le rôle du lieutenant Tay face à Sylvester Stallone dans Rambo 2 : La Mission.
Il a joué aussi dans les films : L'inspecteur ne renonce jamais, Les Aventures de Jack Burton dans les griffes du Mandarin, The Master, RoboCop 2, 48 Heures de plus, La Manière forte, Dans les griffes du Dragon rouge, Les Experts, Piège en haute mer, Rush Hour, Austin Powers 2, L'Arme fatale 4, Starsky et Hutch, Nous étions soldats, Rush Hour 3 et À la recherche du bonheur.
A la télévision, il a fait des apparitions dans Magnum, Wonder Woman, Xena, la guerrière, Walker, Texas Ranger, MacGyver, L'Agence tous risques, K 2000, FBI : Portés disparus, Urgences, Alias, Dr House, Lost, Hawaii 5-0 et How I Met Your Mother.

## Filmographie

### Cinéma
- 1976 : L'inspecteur ne renonce jamais : un homme de Mendez
- 1985 : Rambo 2 : La Mission : Le lieutenant Tay
- 1986 : Les Aventures de Jack Burton dans les griffes du Mandarin : Chang Sing 6
- 1989 : The Master : Paul
- 1989 : Week-end chez Bernie : le jardinier de Lomax
- 1990 : RoboCop 2 : Gilette
- 1990 : 48 Heures de plus : Invité hôtel
- 1991 : La Manière forte : le dealer
- 1991 : Ricochet : un collègue de Vaca
- 1991 : Dans les griffes du Dragon rouge: Un homme de Yoshida
- 1991 : Un bon flic : Waiter
- 1992 : Storyville : Xang Tran
- 1992 : Les Experts : le chanteur du restaurant chinois
- 1993 : Piège en haute mer : Commando
- 1995 : North Star : La Légende de Ken le Survivant : Neville
- 1995 : Great Adventurers : Tung
- 1996 : Mars Attacks! : Investisseur chinois
- 1996 : Contre-attaque : Groupe chinois 1
- 1998 : L'Arme fatale 4 : Fan
- 1998 : Rush Hour : le chauffeur de Soo-Yung
- 1999 : Austin Powers 2 : L'Espion qui m'a tirée : Professeur de chinois
- 2001 : Invincible : Tojo Sakamura
- 2001 : Close combat : Sensei Matsumura
- 2002 : Nous étions soldats : NVA Officer
- 2004 : Starsky et Hutch : Chau
- 2006 : Mission: Impossible III : un homme à Shangai
- 2007 : À la recherche du bonheur : un ouvrier chinois
- 2007 : Rush Hour 3 : un membre de la triade de Reynard
- 2014 : The Interrogation of Muscular P.O.W. : général Vihn

### Télévision
- 1978 : Wonder Woman : M. Munn (Saison 3, épisode 14)
- 1978 : Super Jaimie : 2nd agent du FBI(Saison 3, épisode 21)
- 1979-1983 : Pour l'amour du risque :
  - Jimmy Lee (Saison 1, épisode 11)
  - Ling (Saison 5, épisode 10)
- 1980 : Magnum :
  - Choi (Saison 1, épisode 3)
  - Victor Ching (Saison 4, épisode 18)
  - Nagosho (Saison 5, épisode 17)
- 1982 : Frank, chasseur de fauves : Chaing (Saison 1, épisode 18)
- 1983 : Manimal : Kwan, le Dragon (Saison 1, épisode 7)
- 1983-1984 : Hooker :
  - George Pon (Saison 3, épisode 3)
  - Dr Coe (Saison 4, épisode 1)
- 1985 : Supercopter : (Saison 3, épisode 10)
- 1985 : L'Homme qui tombe à pic : Hood (Saison 5, épisode 12)
- 1985-1992 : MacGyver : 
  - Général Narai (Saison 1, épisode 2 "Le triangle d'or")
  - Toy (Saison 5, épisode 7 "Entrée en fac")
  - Dr Liang (Saison 7, épisode 14 "La fontaine de jouvence")
- 1985 : Agence tous risques : Colonal Sien (Saison 4, épisode 23)
- 1988 : Côte Ouest : Bob Moore (Saison 10, épisode 12)
- 1993 : Sauvés par le gong : le professeur de chinois (Saison 1, épisode 2)
- 1993 : La Loi de Los Angeles : Ronald Chow (Saison 8, épisode 4)
- 1994 : Walker, Texas Ranger : Manzo Tokada (Saison 3, épisode 11)
- 1994 : New York Police Blues : Stephanie Cheng (Saison 2, épisode 3)
- 1998 : Mortal Kombat : Maître Cho (Saison 1, épisode 17)
- 1998 : Le Flic de Shanghaï : (Saison 1, épisode 8)
- 1998-2003 : Urgences :
  - M. Fong (Saison 5, épisode 17)
  - M. Chen (Saison 10, épisodes 3, 5 et 19)
- 1999 : Xena, la guerrière : Khan (Saison 5, épisode 7)
- 1999 : Popular : (Saison 1, épisode 17)
- 2000 : Dark Angel : (Saison 1, épisode 7)
- 2001 : New York Police Blues : M. Quon (Saison 9, épisode 16)
- 2001 : Espions d'État : (Saison 1, épisode 15)
- 2003 : Six Feet Under : M. Su (Saison 3, épisode 11)
- 2004 : Alias : Ministre Woo (Saison 3, épisode 7)
- 2004 : À la Maison-Blanche : Ambassadeur Ling-Po (Saison 6, épisode 7)
- 2005 : How I Met Your Mother : Korean Elvis (Saison 1, épisode 18)
- 2005 : Commander in Chief : Ambassadeur Nang (Saison 1, épisode 11)
- 2005 : Blind Justice : Albert Yun (Saison 1, épisode 6)
- 2008 : Lost : L'ambassadeur chinois (Saison 4, épisode 7)
- 2009 : FBI : Portés disparus : Yang Jian (Saison 7, épisode 22)
- 2013 : Dr House : Xang, le grand-père d'origine Hmong (Saison 8, épisode 18)
- 2016 : Rush Hour : Capitaine Chen (Saison 1, épisode 1)
- 2017 : Hawaii 5-0 (série télévisée) : Old man (Saison 6, épisode 25)